# Laurens Bisscheroux

Het AZM-kantoor in Heerlen na oplevering

Gerardus Maria Eugène Laurentius (Laurens) Bisscheroux (Eygelshoven, 31 maart 1934 - Heerlen, 7 november 1997) was een Limburgs architect en kunstenaar.

## Werk
Vanaf 1960 begint hij met een eigen bureau in Heerlen. Zijn eerste ontwerp is de ijssalon LaVeneziana te Heerlen in 1963. In 1966 ontwerpt en bouwt hij de Rodahal in Kerkrade waar het Wereld Muziek Concours in wordt gehouden. In het bouwkundig Weekblad zegt hij over het dak: "de glooiende vormen van de grote hal hebben betrekking op het landschap".
In 1972 ontwerpt hij het kantoorgebouw van de ziektenkostenverzekeraar AZM. Het bestaat uit een staalskelet, opgebouwd uit kubussen met een zijde van 4,50 m. Door het vele gebruik van glas, de ruime maatvoering en de heldere kleuren ontstaat er een transparant gebouw. Bisscheroux voorzag het gebouw van een opmerkelijke zonwering, een soort toeter. Het kreeg dan ook de bijnaam het "toetergebouw" en "tietengebouw". Het werd in 1987 ondanks protesten van de architect weer afgebroken en vervangen door een conventioneel kantoor. Sinds kort wordt er gesproken van herbouw van het gebouw, wat een unicum zou zijn in de moderne architectuur.
Van zijn hand zijn o.a. Rodahal (Kerkrade, 1966), Bodega La Mancha (Heerlen, 1970), de Andreaskerk (Heerlen, 1977), het politiebureau Kerkrade (1978), kantoorgebouw Moret (Heerlen), Socioproject (Eijgelshoven, 1971), verfindustrie Eijck (Geleen), Nonnenklooster Schaesberg (Heerlen, 1968), stadion Molenberg (Heerlen, 1965).
Het kantoor was gevestigd op Hof De Doom. Daar ontstaat ook de Doomgroep, een gezelschap kunstenaars uit de literatuur, schilderkunst, beeldhouwers, fotografie en architectuur. Zij organiseren op De Doom exposities van allerlei aard.
In 1980 heft hij zijn architectenbureau op en legt hij zich toe op het maken van schilderijen, gouaches, tekeningen en meubelen. Hij gaat dan werken op enkele plaatsen in Limburg, kortstondig in Groningen, en veel in Lanloup, een dorp in Bretagne. De provincie Limburg, DSM, Schunck Glaspaleis, het stedelijk museum Roermond, Stienstra, de Kamer van Koophandel, de Luckerheidekliniek en de Gemeente Hasselt bezitten schilderijen en meubels van Bisscheroux.

## Lijst van projecten
| Foto | Naam                           | Functie                       | Bouwperiode | Locatie                | Verdere bijzonderheden                                                                                   |
| ---- | ------------------------------ | ----------------------------- | ----------- | ---------------------- | --- |
|      | Stadion Kaldeborn              | stadion                       | -1965       | Heerlen                | gemeentelijk monument sinds 2020                                                                         |
|      | Rodahal                        | evenementenhal                | 1964-1966   | Kerkrade               | |
|      | Nonnenklooster                 | klooster                      | 1967-1968   | Schaesberg (Landgraaf) | Verbouwd tot appartementen                                                                               |
|      | Bodega la Mancha               | winkels/horeca                | -1970       | Heerlen                | |
|      | AZM-kantoor                    | kantoorgebouw                 | 1971-1972   | Heerlen                | gesloopt in 1987 enkele kubussen aan achterzijde zijn geïntegreerd in huidig kantoorgebouw Akerstraat 27 |
|      | Villa Bisscheroux              | woonhuis                      | -1973       | Heerlen                | [ 4 ] |
|      | Socioproject                   | Multifunctionele accommodatie | -1974       | Eygelshoven            | i.s.m. Harry Marks en Karin Daans verbouwd in 1986 en 2011                                               |
|      | Sint-Andreaskerk Heerlen       | kerkgebouw                    | -1977       | Heerlerbaan (Heerlen)  | laatst gebouwde kerk in Nederlands Limburg                                                               |
|      | Kantoorgebouw Moret en Limperg | kantoorgebouw                 | -1978       | Heerlen                | anno 2024 een bedrijfsverzamelgebouw                                                                     |
|      | Politiebureau Kerkrade         | politiebureau                 | -1978       | Kerkrade               | |